# Ивановский (Астраханская область)
Ива́новский — посёлок в Приволжском районе Астраханской области, входит в состав Началовского сельсовета.

## Физико-географическая характеристика
Посёлок расположен в центральной части Приволжского районе на берегу реки Кривая Болда. Расстояние до Астрахани составляет 20 километров (до центра города), до районного центра и центра сельского поселения села Началова — 7 километров.
Часовой пояс
Ивановский, как и вся Астраханская область, находится в часовой зоне МСК+1. Смещение применяемого времени относительно UTC составляет +4:00.

## История
В 1969 г. указом президиума ВС РСФСР поселок фермы № 2 колхоза имени Шести павших коммунаров переименован в Ивановский.

## Население
| 2002 | 2010 |
| ---- | ---- |
| 68   | ↘63  |

Большую часть (74 %) населения составляют казахи, проживают также астраханские татары и русские.